# POV-Ray

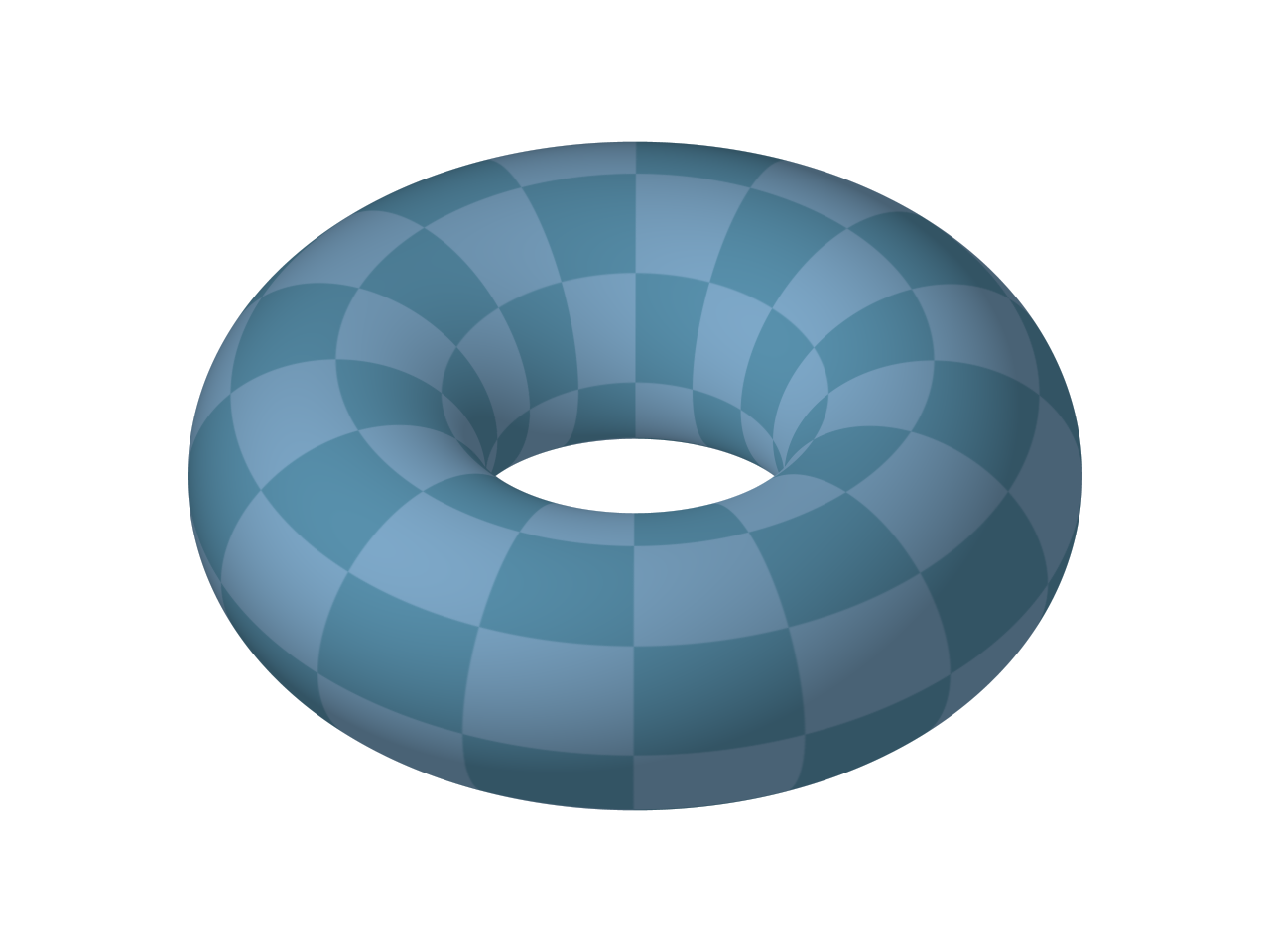
Exempel på bild skapad i POV-Ray

POV-Ray är ett fritt program som hanterar 3D-modeller. Till skillnad från traditionella 3D-program så finns det ingen inbyggd objektmodellerare i Povray, istället ger man programmet instruktioner via text.